# Christian Barth
Christian Barth, magyaros írásmóddal Barth Keresztély (Mardos, 1584 – 1652. július 16.) erdélyi szász evangélikus püspök

## Élete
1618-ban tanár volt a segesvári gimnáziumban, 1622–1634 rektor Besztercén, azután archidiakonus az ottani templomnál; 1637-ben lelkész Besenyőn, 1639-ben Muzsnán, egyidejűleg fődékán is; a berethalmai zsinaton 1647. január 26-án püspökké választották. Amikor le kellett tennie a püspöki esküt, kiderült, hogy egyesek kriptokálvinizmussal gyanúsítják, mivel nagy kegyben állt I. Rákóczi György fejedelemnél. Ezért a nagyszebeniek felszólítására meg kellett ígérnie azt is, hogy hű marad a változatlan ágostai hitvalláshoz (Confessio Augustana invariata); ez a szokás a későbbi beiktatásoknál is megmaradt. 1650-ben általános püspöki vizitációt tartott az erdélyi szász egyházközségekben.

## Munkái
- De summa pontifice Thorunii, 1620